# 水戸藩らーめん

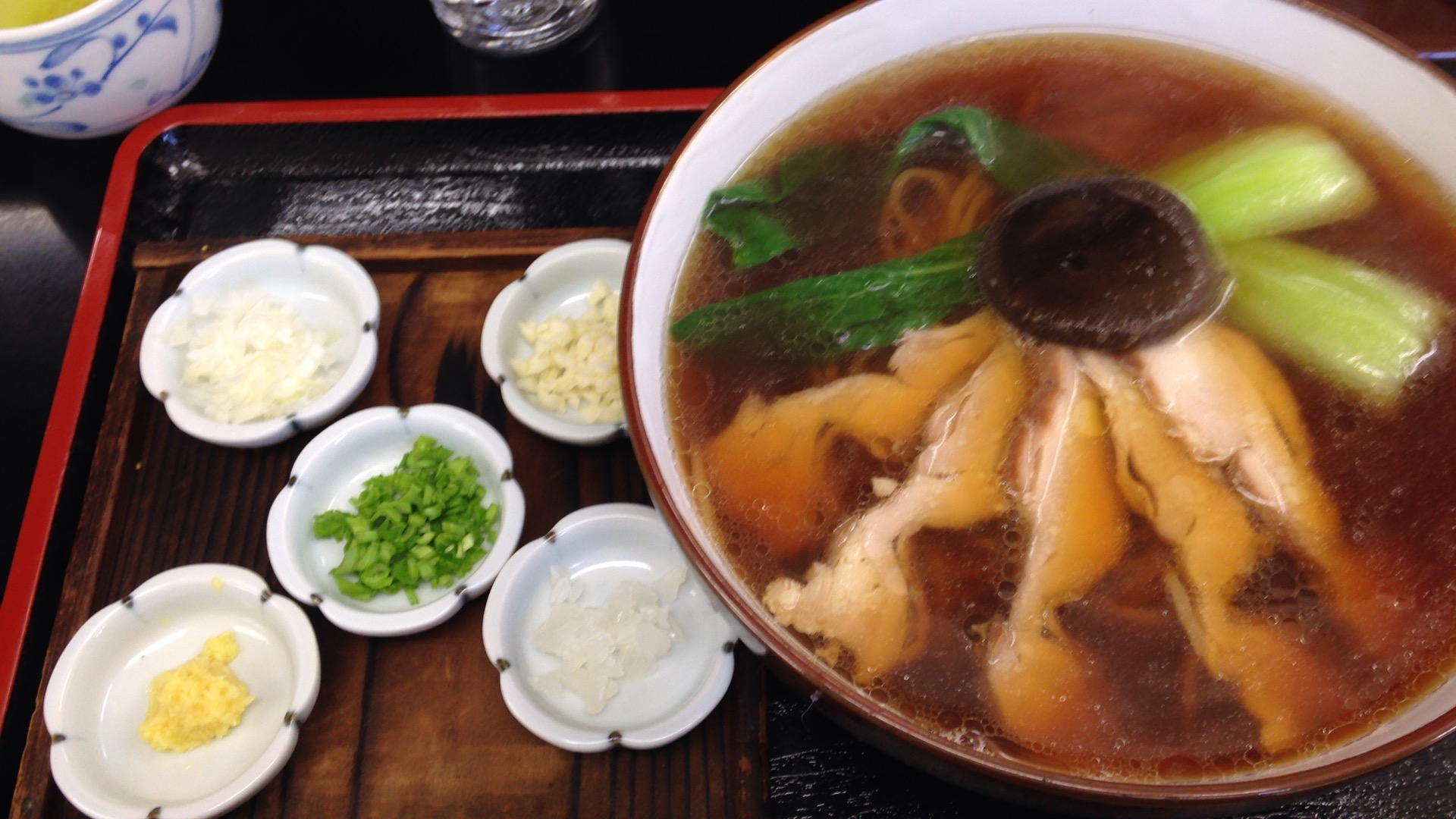
石田屋の水戸藩らーめん。薬味の「五辛」が添えられ、具には鶏肉と対をなすシイタケが乗っている。

水戸藩らーめん（みとはんらーめん）は、茨城県水戸市で販売されているご当地ラーメンのひとつ。

## 由来
江戸時代に水戸藩主の徳川光圀（水戸黄門）が日本で最初に食べたといわれるラーメンを、再現した料理である。光圀は、明から亡命してきた儒学者の朱舜水に学んでおり、外国の文化も積極的に取り入れていた。その中に中華麺も含まれていたと推測されることから、徳川光圀は日本で最初にラーメンを食べたと言われている。当時の記録には、小麦粉と藕粉（ぐうふん, レンコンの粉）で作った麺に色々な粉をかけた「うんどん」のような汁麺と記されている。 1697年には、隠居所の西山荘で、来訪した僧侶や家臣にふるまったとの記録もある。この説に基づいて新横浜ラーメン博物館では、水戸徳川家の葵の紋の入った椀に盛られた再現料理のレプリカを展示している。
なお、朱舜水は徳川光圀に招かれる前に、長崎で柳河藩（現在の福岡県柳川市）の関係者から世話を受けていたことから、日本のラーメン発祥の地は柳川との説もある。
また稲澤敏行の研究により、徳川光圀より200年以上早く、室町時代の1488年3月23日（長享2年2月1日）に、相国寺鹿苑院（現在の京都市上京区の同志社大学今出川キャンパス）で、臨済宗の僧侶で蔭涼軒主（蔭涼職）の亀泉集証と客人2人が、小麦粉とかん水を使った中華麺の「経帯麺」を食べていたことが分かった。

## 再現
現在の水戸藩らーめんは1993年に発売された。バブル崩壊後の町おこしとして、水戸市の製麺業者が再現を図った。水戸藩の料理を研究していた大塚子之吉が、再現に協力している。
麺にレンコン粉を練りこむのと、「五辛」（ニラ、ラッキョウ、ネギ、ニンニク、ショウガ）という薬味を添えるのが特徴である。レンコン粉が加えられているために、麺は全体に茶色で黒い点がある。五辛は漢方医学に由来しており、薬膳の性格を持つ。さらに、陰陽五行思想にもとづいて、叉焼など肉を具にする時には、肉と兄弟分とされるシイタケも添える。スープの出汁や具に鶏や豚などの肉類を使うが、徳川光圀は当時はタブー視されていた肉食を嫌っておらず、生類憐れみの令も無視したため、考証として必ずしも不自然ではない。
水戸藩らーめんは2009年4月時点では県内の9つの飲食店で提供されているほか、生麺を使った袋麺タイプのインスタントラーメンも土産用として販売されている。ただし、県内でもいまひとつ知名度は高くないとの評もある。県外では、京都府の東映太秦映画村と東京都三鷹市の中華料理店でも提供されている。